# Ехіуриди
Ехіуриди — підклас морських Багатощетинкових червів. Раніше вважався окремим типом первинноротих тварин.
Включають близько 150 видів виключно морських тварин, що мешкають як на мілководних зонах, так і в глибоких океанічних западинах (були витягнуті з глибини нижче 10000 метрів у Філіппінській западині) як у тропічних, помірних та субарктичних водах. Вони ведуть малорухливий спосіб життя, зариваючись в мулі або ховаючись у щілинах морського дна. У них несегментоване тіло, однорідна вторинна порожнина тіла і в їх розвитку є личинка трохофора.
Найвідомішим видом є Bonellia viridis, поширена в прибережній зоні Атлантичного океану та Середземного і Баренцового морів. Самки досягають довжини 0,5 м (разом з довгим, роздвоєним на кінці хоботком, яким вони захоплюють їжу); самці 1—2 мм довж., мають спрощену будову тіла і живуть у статевих протоках самки, де запліднюють яйцеклітини. Самців бонелії довго вважали за окремий паразитичний вид.